# Emanuel Reynoso
Emanuel Reynoso (Córdoba, 16 november 1995) is een Argentijns voetballer die doorgaans speelt als middenvelder. In februari 2025 verruilde hij Club Tijuana voor Talleres Córdoba.

## Clubcarrière
Reynoso speelde in de jeugd van Talleres Córdoba en brak ook door bij die club. Tussen 2015 en 2017 speelde hij eenenvijftig competitiewedstrijden, met daarin twee doelpunten. In januari 2018 maakte de middenvelder voor circa 1,2 miljoen euro de overstap naar Boca Juniors, waar hij zijn handtekening zette onder een verbintenis voor de duur van vier jaar. Zijn officiële debuut voor Boca Juniors maakte de Argentijn op 19 februari 2018, op bezoek bij Banfield. Door een doelpunt van Carlos Tévez werd met 0–1 gewonnen. Reynoso mocht van coach Guillermo Barros Schelotto in de basis starten en hij werd na tweeënzestig minuten gewisseld ten faveure van Julio Buffarini. In zijn eerste halfjaar bij de club wist Reynoso met Boca de landstitel te winnen. Reynoso verlengde zijn verbintenis in mei 2019 met een halfjaar tot medio 2022.
Reynoso verkaste in september 2020 naar Minnesota United. Hier werd in september 2022 zijn contract opengebroken en verlengd tot en met 2025. In de zomer van 2024 vertrok Reynoso bij Minnesota; hij werd overgenomen door Club Tijuana, waar hij voor drie jaar tekende. Zijn oude club Talleres Córdoba haalde hem in februari 2025 terug.

## Clubstatistieken
| Seizoen | Club             | Competitie          | Competitie | Competitie | Beker | Beker | Internationaal | Internationaal | Totaal | Totaal |
| Seizoen | Club             | Competitie          | Wed.       | Dlp.       | Wed.  | Dlp.  | Wed.           | Dlp.           | Wed.   | Dlp.   |
| ------- | ---------------- | ------------------- | ---------- | ---------- | ----- | ----- | -------------- | -------------- | ------ | ------ |
| 2015    | Talleres Córdoba | Primera B           | 1          | 0          | 1     | 0     | —              | —              | 2      | 0      |
| 2016    | Talleres Córdoba | Primera B           | 16         | 0          | 1     | 0     | —              | —              | 16     | 0      |
| 2016/17 | Talleres Córdoba | Primera División    | 25         | 2          | 3     | 1     | —              | —              | 28     | 3      |
| 2017/18 | Talleres Córdoba | Primera División    | 9          | 0          | 2     | 0     | —              | —              | 11     | 0      |
| 2017/18 | Boca Juniors     | Primera División    | 11         | 0          | 0     | 0     | 5              | 0              | 16     | 0      |
| 2018/19 | Boca Juniors     | Primera División    | 16         | 1          | 6     | 0     | 5              | 1              | 27     | 2      |
| 2019/20 | Boca Juniors     | Primera División    | 18         | 1          | 4     | 0     | 6              | 2              | 28     | 3      |
| 2020    | Minnesota United | Major League Soccer | 16         | 2          | 0     | 0     | —              | —              | 16     | 2      |
| 2021    | Minnesota United | Major League Soccer | 30         | 5          | 0     | 0     | —              | —              | 30     | 5      |
| 2022    | Minnesota United | Major League Soccer | 30         | 11         | 1     | 1     | —              | —              | 31     | 12     |
| 2023    | Minnesota United | Major League Soccer | 18         | 6          | 0     | 0     | 5              | 2              | 23     | 8      |
| 2024    | Minnesota United | Major League Soccer | 4          | 0          | 0     | 0     | —              | —              | 4      | 0      |
| 2024/25 | Club Tijuana     | Liga MX             | 19         | 4          | 0     | 0     | —              | —              | 19     | 4      |
| 2025    | Talleres Córdoba | Primera División    | 1          | 0          | 0     | 0     | —              | —              | 1      | 0      |
| Totaal  | Totaal           | Totaal              | 215        | 32         | 20    | 4     | 21             | 5              | 256    | 41     |

Bijgewerkt op 13 februari 2025.

## Erelijst
| Competitie       |                  |                  |                  |                  |
| Competitie       | Aantal           | Jaren            |                  |                  |
| Talleres Córdoba | Talleres Córdoba | Talleres Córdoba | Talleres Córdoba | Talleres Córdoba |
| ---------------- | ---------------- | ---------------- | ---------------- | ---------------- |
| Primera B        | 1                | 2016             |                  |                  |
| Boca Juniors     |                  |                  |                  |                  |
| Primera División | 2                | 2017/18, 2019/20 |                  |                  |